# Инглвуд Клифс (Њу Џерзи)
Инглвуд Клифс (енгл. Englewood Cliffs) град је у америчкој савезној држави Њу Џерзи.

## Демографија
По попису из 2010. године број становника је 5.281, што је 41 (-0,8%) становника мање него 2000. године.
| Група             | 2000.         | 2010.         |
| Белци             | 3.341 (62,8%) | 2.739 (51,9%) |
| Афроамериканци    | 73 (1,4%)     | 110 (2,1%)    |
| Азијати           | 1.580 (29,7%) | 2.034 (38,5%) |
| Хиспаноамериканци | 260 (4,9%)    | 316 (6,0%)    |
| Укупно            | 5.322         | 5.281         |